# Johann Quick
Johann Quick (* 3. Oktober 1893 in Winterberg; † 24. Juli 1949 in Assinghausen) war ein deutscher Kommunalpolitiker und ehrenamtlicher Landrat (CDU).

## Leben und Beruf
Nach dem Schulbesuch und einer landwirtschaftlichen Ausbildung war er als Landwirt tätig. Er war verheiratet und hatte ein Kind.
Vom 17. Oktober 1948 bis zu seinem Tod am 24. Juli 1949 gehörte er dem Kreistag des ehemaligen Landkreises Brilon an. Vom 5. November 1948 bis zu seinem Tod war Quick Landrat des Landkreises. 